# Skotske Liga Cup 2013-14
Skotske Liga Cup 2013-14 var den 68. udgave af Skotlands næstmest prestigefyldte fodboldpokalturnering.

## Kampe og resultater

### Første runde
| 3. august 2013 15:00 |

| Falkirk                              | 3 – 0     | Clyde |
| ------------------------------------ | --------- | ----- |
| Alston 73' · Roberts 79' · Grant 81' | BBC Sport |       |

| Recreation Park Dommer: Brian Colvin |

| 3. august 2013 15:00 |

| East Fife                            | 2 – 6 (efs.) | Greenock Morton                                                             |
| ------------------------------------ | ------------ | --------------------------------------------------------------------------- |
| Buchanan 85', 90+1' · Johnstone 102' | BBC Sport    | McLaughlin 55' · Habai 81' · McNeil 93' · Campbell 99', 119' · Imrie 104' · |

| Bayview Stadium Dommer: Craig Charleston |

| 3. august 2013 15:00 |

| Arbroath | 0 – 1     | Montrose                  |
| -------- | --------- | ------------------------- |
|          | BBC Sport | Watson 58' · McCord 76' · |

| Gayfield Park Dommer: Alan Muir |

| 3. august 2013 15:00 |

| Berwick Rangers | 0 – 5     | Cowdenbeath                                         |
| --------------- | --------- | --------------------------------------------------- |
|                 | BBC Sport | Hemmings 36', 38', 88' · Miller 49' · Stewart 73' · |

| Shielfield Park Tilskuere: 465 Dommer: Crawford Allan |

| 3. august 2013 15:00 |

| Forfar Athletic  | 2 – 1     | Rangers    |
| ---------------- | --------- | ---------- |
| Swankie 9', 115' | BBC Sport | Aird 84' · |

| Station Park Tilskuere: 4.079 Dommer: Calum Murray |

| 3. august 2013 15:00 |

| Stranraer                                                    | 4 – 3     | Brechin City                   |
| ------------------------------------------------------------ | --------- | ------------------------------ |
| Borris 10' · Robertson 24' · Aitken 33' (str.) · McKenna 48' | BBC Sport | Donnelly 55', 83' · Barr 86' · |

| Stair Park Tilskuere: 291 Dommer: Kevin Graham |

| 3. august 2013 15:00 |

| Stirling Albion | 0 – 3     | Hamilton Academical                   |
| --------------- | --------- | ------------------------------------- |
|                 | BBC Sport | Keatings 32', 64' · Smith 41' (sm.) · |

| Forthbank Stadium Tilskuere: 556 Dommer: John McKendrick |

| 3. august 2013 15:00 |

| Dumbarton    | 1 – 0     | Albion Rovers |
| ------------ | --------- | ------------- |
| Gilhaney 42' | BBC Sport |               |

| Dumbarton Football Stadium Dommer: Barry Cook |

| 3. august 2013 15:00 |

| East Stirlingshire | 0 – 2     | Dunfermline Athletic             |
| ------------------ | --------- | -------------------------------- |
| Turner 61'         | BBC Sport | Wallace 10' (str.) · Dargo 88' · |

| Ochilview Park Tilskuere: 1,043 Dommer: Mat Northcroft |

| 3. august 2013 15:00 |

| Queen of the South | 3 – 0     | Annan Athletic |
| ------------------ | --------- | -------------- |
| Lyle 59', 67', 69' | BBC Sport | Watson 58' ·   |

| Palmerston Park Tilskuere: 1,588 Dommer: Paul Robertson |

| 3. august 2013 15:00 |

| Peterhead | 0 – 2     | Alloa Athletic               |
| --------- | --------- | ---------------------------- |
|           | BBC Sport | McCord 52' · Andy Kirk 83' · |

| Balmoor Stadium Tilskuere: 429 Dommer: David Somers |

| 3. august 2013 15:00 |

| Raith Rovers                                                         | 6 – 0     | Queen's Park  |
| -------------------------------------------------------------------- | --------- | ------------- |
| Smith 15' · Cardle 34' · Elliot 57', 67' · Sstr.ce 70' · Vaughan 86' | BBC Sport | Capuano 62' · |

| Stark's Park Tilskuere: 1,219 Dommer: Stephen Finnie |

| 3. august 2013 15:00 |

| Elgin City     | 1 – 3     | Livingston                              |
| -------------- | --------- | --------------------------------------- |
| Crighton 45+2' | BBC Sport | Scott 15' · Fordyce 39' · McNulty 62' · |

| Borough Briggs Tilskuere: 563 Dommer: Don Robertson |

| 3. august 2013 15:00 |

| Airdrieonians                                                        | 4 – 3     | Stenhousemuir                                         |
| -------------------------------------------------------------------- | --------- | ----------------------------------------------------- |
| Sinclair 33' · O'Neil 39' · Blockley 44' · O'Byrne 45+2' · Coult 77' | BBC Sport | Dickson 16' · Smith 24' · Malone 38' · McMillan 88' · |

| Excelsior Stadium Tilskuere: 647 Dommer: Andrew Dallas |

| 6. august 2013 19:45 |

| Partick Thistle              | 2 – 1     | Ayr United      |
| ---------------------------- | --------- | --------------- |
| O'Donnell 13' · Balatoni 83' | BBC Sport | Shankland 89' · |

| Firhill Stadium Tilskuere: 2.145 Dommer: Iain Brines |

### Anden runde
Lodtrækningen til anden runde fandt sted på Hampden Park den 7. august 2013 klokken 14.30.
| 27. august 2013 19:30 |

| Greenock Morton                                     | 4 – 0     | Montrose |
| --------------------------------------------------- | --------- | -------- |
| Cham 50' · Fitzpatrick 69' · Hands 90' · Fulton 90' | BBC Sport |          |

| Cappielow Park Tilskuere: 918 Dommer: Andrew Dallas |

| 27. august 2013 19:30 |

| Stranraer                                   | 3 – 2     | Ross County                         |
| ------------------------------------------- | --------- | ----------------------------------- |
| Winter 65' · Aitken 71' (str.) · Grehan 82' | BBC Sport | Brittain 45' (str.) · Mustafi 79' · |

| Stair Park Tilskuere: 215 Dommer: Stephen Finnie |

| 27. august 2013 19:45 |

| Dundee                         | 2 – 1     | Forfar Athletic |
| ------------------------------ | --------- | --------------- |
| McAlister 51' · MacDonald 120' | BBC Sport | Campbell 43' ·  |

| Dens Park Tilskuere: 2027 Dommer: Barry Cook |

| 27. august 2013 19:45 |

| Kilmarnock | 0 – 1     | Hamilton Academical  |
| ---------- | --------- | -------------------- |
|            | BBC Sport | Antoine-Curier 42' · |

| Rugby Park Tilskuere: 2,033 Dommer: Calum Murray |

| 27. august 2013 19:45 |

| Airdrieonians | 0 – 2     | Livingston                   |
| ------------- | --------- | ---------------------------- |
|               | BBC Sport | Barrowman 38' · Wilkie 67' · |

| Excelsior Stadium Tilskuere: 483 Dommer: Greg Aitken |

| 27. august 2013 19:45 |

| Partick Thistle                                  | 3 – 1     | Cowdenbeath    |
| ------------------------------------------------ | --------- | -------------- |
| Elliot 92' · Lawless 103' · Muirhead 114' (str.) | BBC Sport | Hemmings 93' · |

| Firhill Stadium Tilskuere: 1,544 Dommer: John McKendrick |

| 27. august 2013 19:45 |

| Queen of the South        | 2 – 1     | St. Mirren     |
| ------------------------- | --------- | -------------- |
| McKenna 103' · Paton 115' | BBC Sport | Thompson 95' · |

| Palmerston Park Tilskuere: 2,073 Dommer: Craig Charleston |

| 27. august 2013 19:45 |

| Aberdeen | 0 – 0     | Alloa Athletic |
| -------- | --------- | -------------- |
|          | BBC Sport |                |

| Pittodrie Stadium Tilskuere: 4,897 Dommer: Stevie O'Reilly |

|                                                   |       | Straffesparkskonkurrence                         |  |
| McGinn · Low · Pawlett · Jack · Vernon · Reynolds | 6 – 5 | Holmes · Ferns · McCord · Gordon · Young · Doyle |  |

| 27. august 2013 19:45 |

| Raith Rovers | 1 – 1     | Heart of Midlothian |
| ------------ | --------- | ------------------- |
| Fox 50'      | BBC Sport | Hamill 62' (str.) · |

| Stark's Park Tilskuere: 3.668 Dommer: Brian Colvin |

|                                                                        |       | Straffesparkskonkurrence                                             |  |
| Watson · Vaughan · Elliot · Booth · Fox · Thomson · Cardle · Callachan | 4 – 5 | Wilson · Hamill · McGowan · Walker · McHattie · Holt · Smith · McKay |  |

| 27. august 2013 19:45 |

| Falkirk                       | 2 – 1     | Dunfermline Athletic |
| ----------------------------- | --------- | -------------------- |
| Morris 19' (sm.) · Fulton 33' | BBC Sport | Moore 28' ·          |

| Falkirk Stadium Tilskuere: 3.663 Dommer: Steven McLean |

| 28. august 2013 19:45 |

| Dumbarton                 | 2 – 3     | Dundee United                 |
| ------------------------- | --------- | ----------------------------- |
| Smith 34' · Megginson 87' | BBC Sport | Çiftçi 69', 89' · Gauld 77' · |

| Dumbarton Football Stadium Tilskuere: 1.045 Dommer: Alan Muir |

### Tredje runde
Lodtrækningen til tredje runde fandt sted på Easter Road Stadium torsdag den 29. august 2013 klokken 11:30.
| 24. september 2013 19:45 |

| Hibernian                                                 | 5 – 3     | Stranraer                              |
| --------------------------------------------------------- | --------- | -------------------------------------- |
| Craig 8', 47', 61' (str.) · Zoubir 34' · Rumsby 36' (sm.) | BBC Sport | Longworth 3', 48' · Nelson 52' (sm.) · |

| Easter Road Tilskuere: 6.431 Dommer: Crawford Allan |

| 24. september 2013 19:45 |

| Dundee | 0 – 1     | Inverness Caledonian Thistle |
| ------ | --------- | ---------------------------- |
|        | BBC Sport | McKay 11' ·                  |

| Dens Park Tilskuere: 1.682 Dommer: Stephen Finnie |

| 24. september 2013 19:45 |

| Celtic | 0 – 1     | Greenock Morton    |
| ------ | --------- | ------------------ |
|        | BBC Sport | Imrie 97' (str.) · |

| Celtic Park Dommer: Bobby Madden |

| 24. september 2013 19:45 |

| Hamilton Academical | 0 – 3     | St. Johnstone               |
| ------------------- | --------- | --------------------------- |
|                     | BBC Sport | May 4', 90' · Edwards 86' · |

| New Douglas Park Tilskuere: 1.059 Dommer: John Beaton |

| 25. september 2013 19:15 |

| Falkirk | 0 – 5     | Aberdeen                                                    |
| ------- | --------- | ----------------------------------------------------------- |
|         | BBC Sport | Shaughnessy 23' · Smith 36' · Vernon 54', 55', 75' (str.) · |

| Falkirk Stadium Tilskuere: 2.838 Dommer: Steven McLean |

| 25. september 2013 19:45 |

| Livingston               | 1 – 2     | Motherwell                  |
| ------------------------ | --------- | --------------------------- |
| Talbot 65' · Denholm 90' | BBC Sport | McHugh 16' · McFadden 73' · |

| Almondvale Stadium Tilskuere: 1.660 Dommer: Brian Colvin |

| 25. september 2013 19:45 |

| Heart of Midlothian                           | 3 – 3     | Queen of the South                        |
| --------------------------------------------- | --------- | ----------------------------------------- |
| McHattie 14' · Hamill 51' (str.) · Wilson 93' | BBC Sport | McGuffie 20' · Paton 62' · Higgins 115' · |

| Tynecastle Stadium Tilskuere: 8.381 Dommer: John McKendrick |

|                                              |       | Straffesparkskonkurrence              |  |
| McGhee · Hamill · McGowan · B.King · Carrick | 4 – 2 | Lyle · Mitchell · Paton · Dzierzawski |  |

| 25. september 2013 19:45 |

| Dundee United                      | 4 – 1     | Partick Thistle |
| ---------------------------------- | --------- | --------------- |
| Goodwillie 33', 45', 90' · Dow 87' | BBC Sport | Elliot 89' ·    |

| Tannadice Park Tilskuere: 3.778 Dommer: Calum Murray |

### Kvartfinaler
Lodtrækningen til kvartfinalerne fandt sted på Hampen Park torsdag den 26. september 2013 klokken 15:00.
| 29. oktober 2013 19:45 |

| Inverness Caledonian Thistle | 2 – 1 (efs.) | Dundee United            |
| ---------------------------- | ------------ | ------------------------ |
| Warren 54' · Draper 120'     | BBC Sport    | Watson 5' · Çiftçi 42' · |

| Caledonian Stadium Tilskuere: 2.133 Dommer: Kevin Clancy |

| 30. oktober 2013 19:00 |

| Hibernian  | 0 – 1     | Heart of Midlothian |
| ---------- | --------- | ------------------- |
| McPake 83' | BBC Sport | Stevenson 34' ·     |

| Easter Road Tilskuere: 16.797 Dommer: Willie Collum |

| 30. oktober 2013 19:30 |

| Greenock Morton | 0 – 1     | St. Johnstone  |
| --------------- | --------- | -------------- |
|                 | BBC Sport | McDonald 90' · |

| Cappielow Tilskuere: 2.619 Dommer: John McKendrick |

| 30. oktober 2013 19:45 |

| Motherwell | 0 – 2     | Aberdeen                                      |
| ---------- | --------- | --------------------------------------------- |
|            | BBC Sport | Shaughnessy 13' · Considine 83' · Hayes 90' · |

| Fir Park Tilskuere: 6.995 Dommer: John Beaton |

### Semifinaler
Lodtrækningen til semifinalerne fandt sted på Hampen Park torsdagen den 31. oktober 2013.
| 1. februar 2014 15:00 |

| Aberdeen                                 | 4 – 0     | St. Johnstone |
| ---------------------------------------- | --------- | ------------- |
| Hayes 3', 79' · Pawlett 32' · Rooney 63' | BBC Sport |               |

| Tynecastle Tilskuere: 16.761 Dommer: Bobby Madden |

| 2. februar 2014 12:15 |

| Heart of Midlothian | 2 – 4 (efs.) | Inverness Caledonian Thistle |
| ------------------- | ------------ | ---------------------------- |
|                     | Rapport      |                              |

| Easter Road Tilskuere: 12.762 Dommer: John Beaton |

### Finale
| 16. marts 2014 14:30 |

| Aberdeen | 0–0     | Inverness CT |
| -------- | ------- | ------------ |
|          | Rapport |              |

| Celtic Park, Glasgow Tilskuere: 51.143 Dommer: Steven McLean |

|                                |       | Straffesparkskonkurrence      |  |
| Robson · Low · Vernon · Rooney | 4 – 2 | McKay · Tansey · Ross · Doran |  |